# Grant Kirkhope
Grant Kirkhope, född 10 juli 1962 i Edinburgh, Skottland, är en brittisk spelmusikskompositör och röstskådespelare, som främst arbetat för Rare. Kirkhope har gjort musiken till bland annat Banjo-Kazooie, Perfect Dark och Donkey Kong 64. Till det sistnämnda spelet skrev han även raplåten DK Rap, som sedan återkommit i olika versioner i många spel.

## Biografi
Kirkhope föddes i Edinburgh, men flyttade till Knaresborough, North Yorkshire, vid fem års ålder. I England gick han på King James's School, och senare även Royal Northern College of Music. Han spelade i flera band, i genrer som rock, soul och funk. År 1995 blev han anställd hos Rare, där ett av hans första uppdrag blev Project Dream, som dock aldrig blev släppt. Kirkhope arbetade för Rare fram till år 2008, då han lämnade för att flytta till USA och THQ:s studio, Big Huge Games, som ljuddirektör.

## Utmärkelser
- 2004: Nominerad till Outstanding Achievement In Original Music Composition i Academy of Interactive Arts och Sciences Wards Ceremony för musiken i Grabbed by the Ghoulies.
- 2004: Nominerad till Best Interactive Score i 2nd Annual Game Audio Network Guild Awards Ceremony för musiken i Grabbed by the Ghoulies.
- 2007: Nominerad till Original Score i British Academy of Film and Television Arts för musiken i Viva Piñata.

## Spel som kompositör
- Project Dream (1995)
- Donkey Kong Land 2 (1996)
- Goldeneye 007 (1997)
- Banjo-Kazooie (1998)
- Donkey Kong 64 (1999)
- Banjo-Tooie (2000)
- Perfect Dark (2000)
- Grabbed by the Ghoulies (2003)
- Viva Piñata (2006)
- Viva Piñata: Trouble in Paradise (2008)
- Banjo-Kazooie: Nuts & Bolts (2008)
- Kingdoms of Amalur: Reckoning (2012)

- A Hat In Time (2017)

## Spel som röstskådespelare
- Donkey Kong 64 - Donkey Kong (1999)
- Donkey Kong Country (Game Boy Advance-versionen) - Donkey Kong  (2003)
- Grabbed by the Ghoulies (2003)
- Mario Golf: Toadstool Tour - Donkey Kong (2003)
- Donkey Kong Country 2 (Game Boy Advance-versionen) - Donkey Kong (2004)
- Mario vs. Donkey Kong - Donkey Kong (2004)